# Berufskolleg Neandertal
Das Berufskolleg Neandertal ist eine Schule der Sekundarstufe II und ein Berufliches Gymnasium im Zentrum und in Trägerschaft des Kreises Mettmann. Das Berufskolleg setzt sich zurzeit aus über 2000 Schülern, zwei Sekretärinnen, einem Sekretär, zwei Hausmeistern, vier Sozialarbeiterinnen, und etwa 120 Lehrern zusammen. Hier werden verschiedenste Bildungsgänge in den Schulformen Berufsschule, Fachoberschule, Berufsfachschule und Fachschule angeboten. Zunehmend werden auch verschiedene Kurse im Bereich Weiterbildung eingerichtet.
Schulleiterin ist Petra Bertelsmeier; Stellvertreter ist Thomas Weber.

## Fachbereiche
- Berufsschule mit den Berufsfeldern Anlagentechnik, Bautechnik, Biotechnik, Farbtechnik, Elektrotechnik und Holztechnik und der Höheren Berufsfachschule für Holztechnik (Fachhochschulreife)
- Gestaltung mit der Fachoberschule für Gestaltung, der Berufsfachschule für gestaltungstechnische Assistentinnen / Assistenten und dem Beruflichen Gymnasium Gestaltung (allgemeine Hochschulreife)
- Sozialwesen mit den Bildungsgängen Kinderpflege, Erzieher mit diversen Aufbaubildungsgängen und der sonderpädagogischen Fördergruppe
- Jugendliche in Berufsgrundbildung – JiB mit den Berufsfachschulen den Bildungsgängen zur Beruflichen Integration und Kompetenz, der Internationalen Förderklasse, den Sonderpädagogischen Förderklassen und den Bildungsgängen zur Ausbildungsvorbereitung
- Wirtschaft und Verwaltung mit den Berufsfachschulen für Wirtschaft (Handelsschule und Höhere Handelsschule)
- Gesundheit, Soziales und Sport mit den Sozialassistenten und den Bildungsgängen der Berufsfachschule Sozial- und Gesundheitswesen
- Gesundheit, Soziales und Sport zum Abitur mit dem Gesundheitsgymnasium und dem Sportgymnasium mit Freizeitsportleiter (jeweils allgemeine Hochschulreife)[2]

## Sonstiges
Ab 2009 nahm die Schule für drei Jahre am Projekt „gemeinsam gesunde Schule entwickeln“ teil. Unterstützt wurde das Berufskolleg dabei von der Leuphana Universität Lüneburg und der DAK. Die Entwicklungsarbeit zu einer „gesunden Schule“ ist auch weiterhin ein Kernbestandteil. Seit 2009 gibt es hier die „Ganztagsberufsschule in der gesunden Schule - GigS“ die für einige Berufsfelder innerhalb der Berufsschule einen verlängerten Schultag mit Vollverpflegung und Entspannungs- und Konzentrationspausen beinhaltet. In den Jahren 2012, 2014 und 2020 wurde die Schule mit dem Schulentwicklungspreis „Gute gesunde Schule“ der Unfallkasse Nordrhein-Westfalen ausgezeichnet. Seit dem Schuljahr 2013/14 hat das Berufskolleg eine Mensa.

## Lage
In Mettmann an der B 7, direkt am S-Bahnhof „Mettmann Stadtwald“ der S 28 (RegioBahn).

## Schulname
Der Name „Berufskolleg Neandertal“ ergibt sich aus der geographischen Nähe zum Neandertal. Bis November 2004 hieß die Schule „Berufskolleg Mettmann“.
Die Umbenennung fand im Rahmen des 125-jährigen Schuljubiläums und der Einweihung des Erweiterungsgebäudes statt.

## Weblink
- Offizielle Website